# Pfarrkirche Atzgersdorf

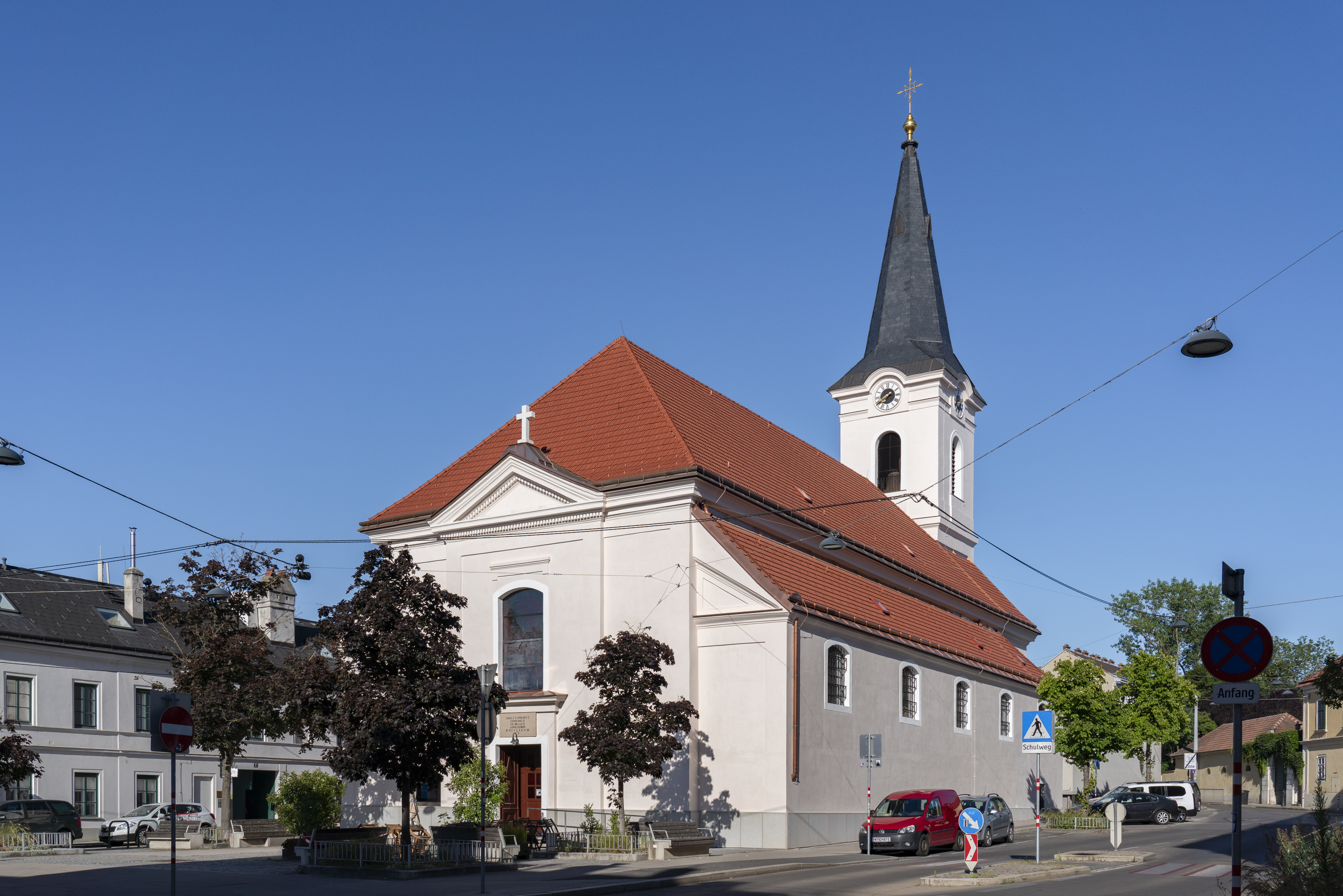
Pfarrkirche Atzgersdorf nach der Sanierung (2025)

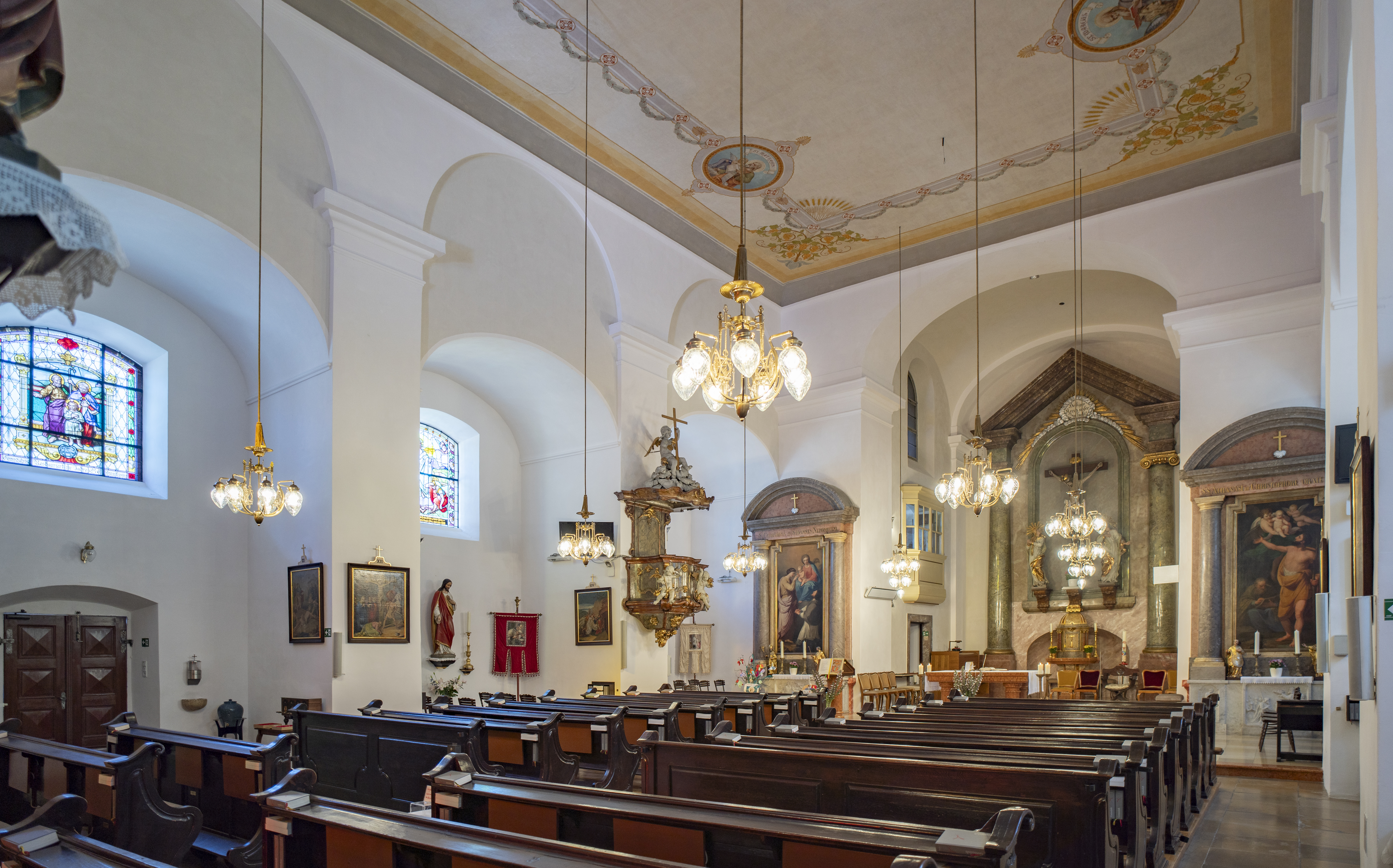
Blick zum Altarraum (2025)

Die Pfarrkirche Atzgersdorf ist eine römisch-katholische Kirche im Stadtteil Atzgersdorf im 23. Wiener Gemeindebezirk Liesing. Sie ist der heiligen Katharina geweiht.

## Geschichte
Die Pfarre Atzgersdorf besteht zumindest seit dem frühen 14. Jahrhundert. 1345 wird ein Pfarrer Nicolaus erstmals urkundlich erwähnt. Jahrhundertelang wurden die umliegenden Ortschaften Altmannsdorf, Erlaa, Hetzendorf, Liesing, Mauer und Siebenhirten sowie Teile von Kalksburg von der Pfarre Atzgersdorf betreut. In der Ära des Josephinismus wurde das Pfarrwesen neu organisiert. In der Zuständigkeit der Pfarre Atzgersdorf verblieben 1783 lediglich der Ort Atzgersdorf selbst sowie Erlaa, das erst 1975 zu einer eigenen Pfarre erhoben wurde. Auch als Entschädigung für die erlittenen Gebietsverluste finanzierte Christoph Anton von Migazzi, der Erzbischof von Wien, den Neubau der Pfarrkirche Atzgersdorf. Es handelt sich um eine klassizistische Wandpfeilerkirche, die von 1781 bis 1782 nach Entwürfen des Architekten Andreas Fischer erbaut wurde.
Die im Ersten Weltkrieg eingeschmolzenen Glocken wurden 1920 durch vier neue Glocken ersetzt. Die Beschädigungen des Zweiten Weltkriegs an Dach und Kirchturm wurden 1948 beseitigt.
Seit 1960 ist die Filialkirche St. Christophorus, auch Notkirche Atzgersdorf, eine Filialkirche der Pfarre Atzgersdorf.
Bis 2025 wurde die Pfarrkirche innen und außen saniert, wobei die ungewöhnlich hohen Kosten nach erheblichen Diskussionen mehrheitlich aus Mitteln des Kirchenbeitrags finanziert wurden.
Der Teil des Liesinger Bezirkswappens, der für Atzgersdorf bestimmt ist, stellt die heilige Katharina mit Palmzweig und Schwert auf grüner Wiese dar – ein direkter Bezug auf die Pfarrkirche Atzgersdorf.

## Künstlerische Ausgestaltung
Die klassizistische Inneneinrichtung ist großteils erhalten. Älter sind die Rokoko-Kanzel von Ignaz Walter aus dem Jahr 1765, das Gehäuse der Orgel (Hauptgehäuse um 1750, Positiv-Gehäuse 1784) und eine Kopie des Gnadenbilds Mariahilf von Lukas Cranach dem Älteren (um 1770), wie sie sich in vielen mitteleuropäischen Kirchen befindet. Aus der alten Kirche wurde das Taufbecken übernommen, eine Spende von Abt Gerhard v. Heiligenkreuz, der 1660 in der alten Pfarrkirche getauft worden war. Auch das so genannte Fieberkreuz, das seit der Türkenkriege auf freiem Feld in der damaligen Speisinger Straße (heute Scherbangasse) gestanden hatte und erst 1761 in die alte Pfarrkirche übertragen worden war, fand wieder einen Platz im neuen Gotteshaus. Dem Fieberkreuz wurde Wundertätigkeit nachgesagt und viele Prozessionen und Wallfahrten sind belegt. Auch Kaiserin Elisabeth Christine pilgerte nachweislich nach Atzgersdorf. Die Bilder der ehemaligen Seitenaltäre blieben nach deren Demontage Anfang der 1960er Jahre erhalten. Es handelt sich um die Darstellungen von Maria, des heiligen Athanasius und des heiligen Christophorus.
Seit 1934 befindet sich über dem Weihbrunnkessel neben dem Haupteingang in die Wand eingelassen die Grabsteinplatte des Pfarrers Andreas Gattereder (1793–1848).
Im Zuge der Innenrenovierung der Pfarrkirche in den Jahren 2023 bis 2025 wurde die in den 1970er-Jahren als provisorische Maßnahme eingezogene Zwischendecke wieder entfernt und das Deckenfresko wieder freigelegt.

## Orgel

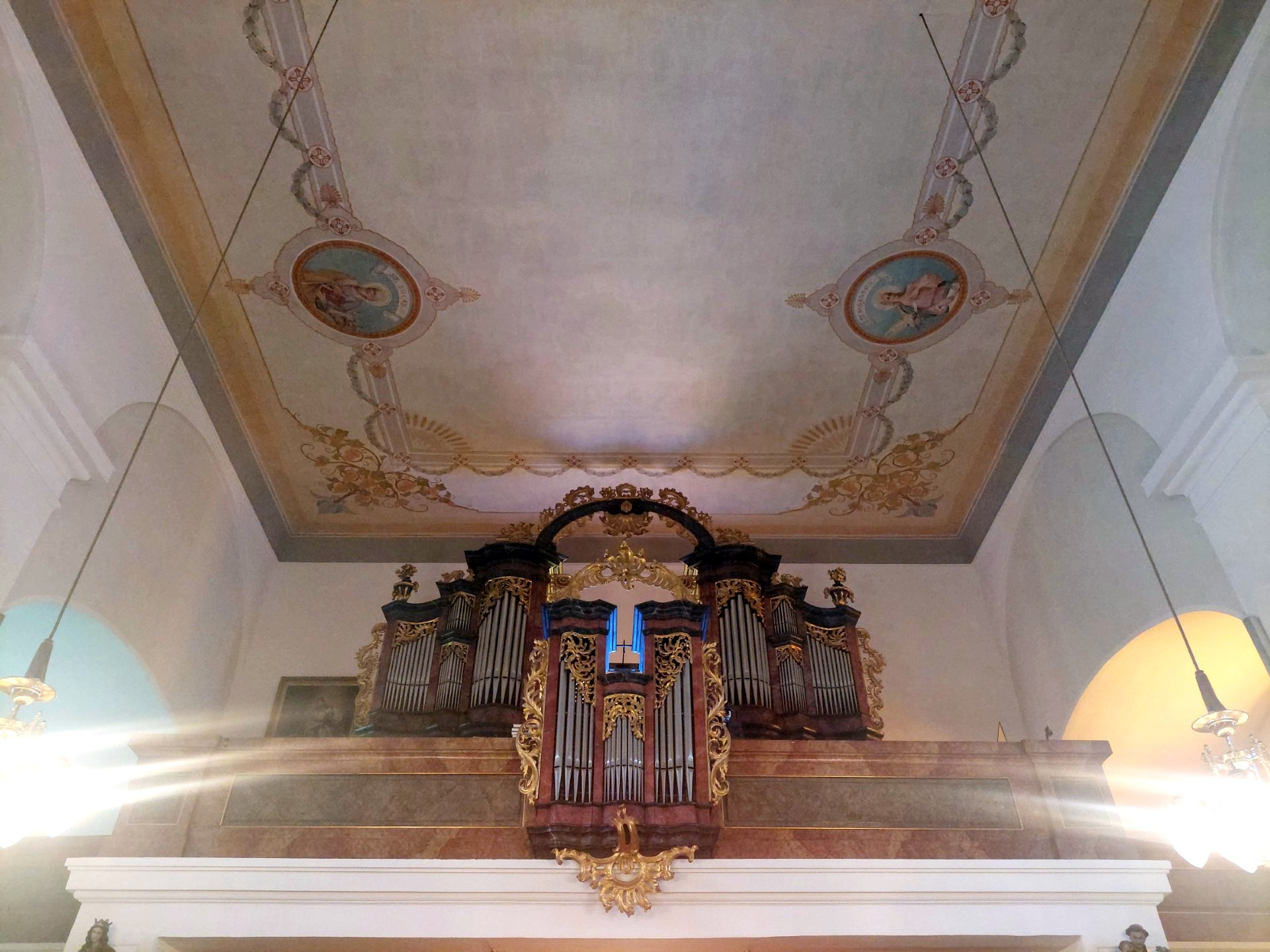
Orgel Wien-Atzgersdorf mit saniertem Deckenfresko, 2025

Die um ca. 1750 erbaute Barockorgel, die aus Perchtoldsdorf, genau gesagt aus der unter Joseph II. säkularisierten und anschließend abgetragenen Leonhardi-Kirche stammt, wurde der Pfarre Atzgersdorf 1783 geschenkt. Nachdem die ursprünglich einmanualige Orgel für die Atzgersdorfer Kirche zu klein war, wurde sie um ein Brüstungspositiv auf 2 Manuale erweitert und 1784 in der Atzgersdorfer Kirche aufgestellt.
1856 wurde die Orgel von Alois Hörbiger repariert und um 2 Register erweitert.
1917 baute Johann M. Kauffmann die Orgel im spätromantischen Stil völlig um: Die rein mechanischen Schleifladen wurden, dem damaligen Zeitgeist entsprechend, gegen Kegelladen mit Röhrenpneumatik ausgetauscht und ein neuer, freistehender Spieltisch errichtet. Außerdem wurde das barocke Brüstungspositiv stillgelegt und dessen Pfeifen in das Hauptgehäuse verlagert. Diese Neukonstruktion umfasste 15 Register, verteilt auf 2 Manuale und Pedal.
1988 wurde die Orgel schließlich von Gerhard Hradetzky unter Verwendung des historischen Barockgehäuses und 5 originaler Register in barockem Stil wiederhergestellt, wobei auch das Brüstungspositiv reaktiviert wurde. Auf barocke Intonation, „lebendig atmenden Orgelwind“ und originalgetreue, ungleichschwebende Stimmung nach Werckmeister II wurde besonderer Wert gelegt. Die Orgel verfügt nun über 18 klingende Register, verteilt auf 2 Manuale und Pedal.